# Trinkhalle (Kuranlage)

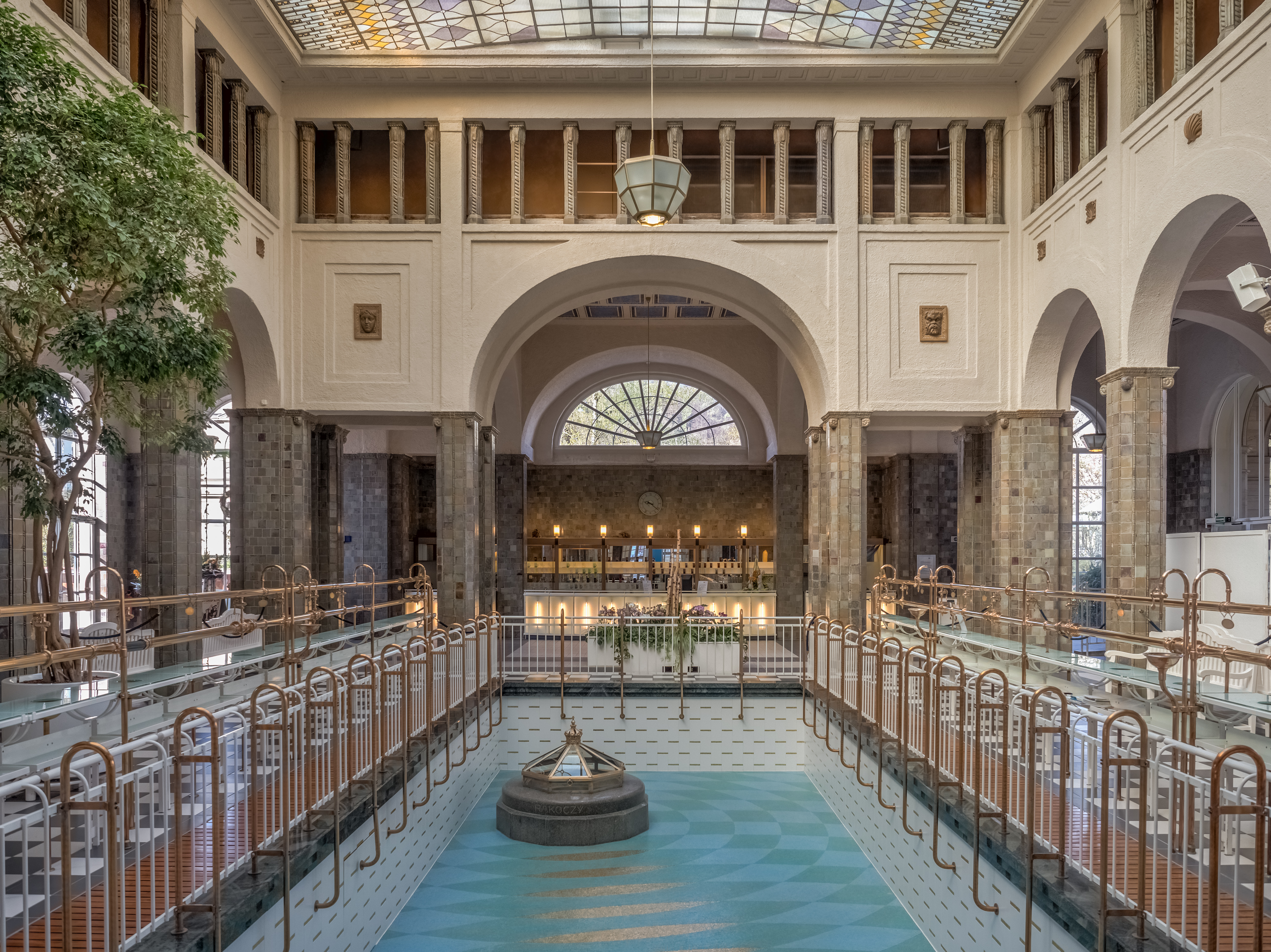
Brunnenhalle in Bad Kissingen

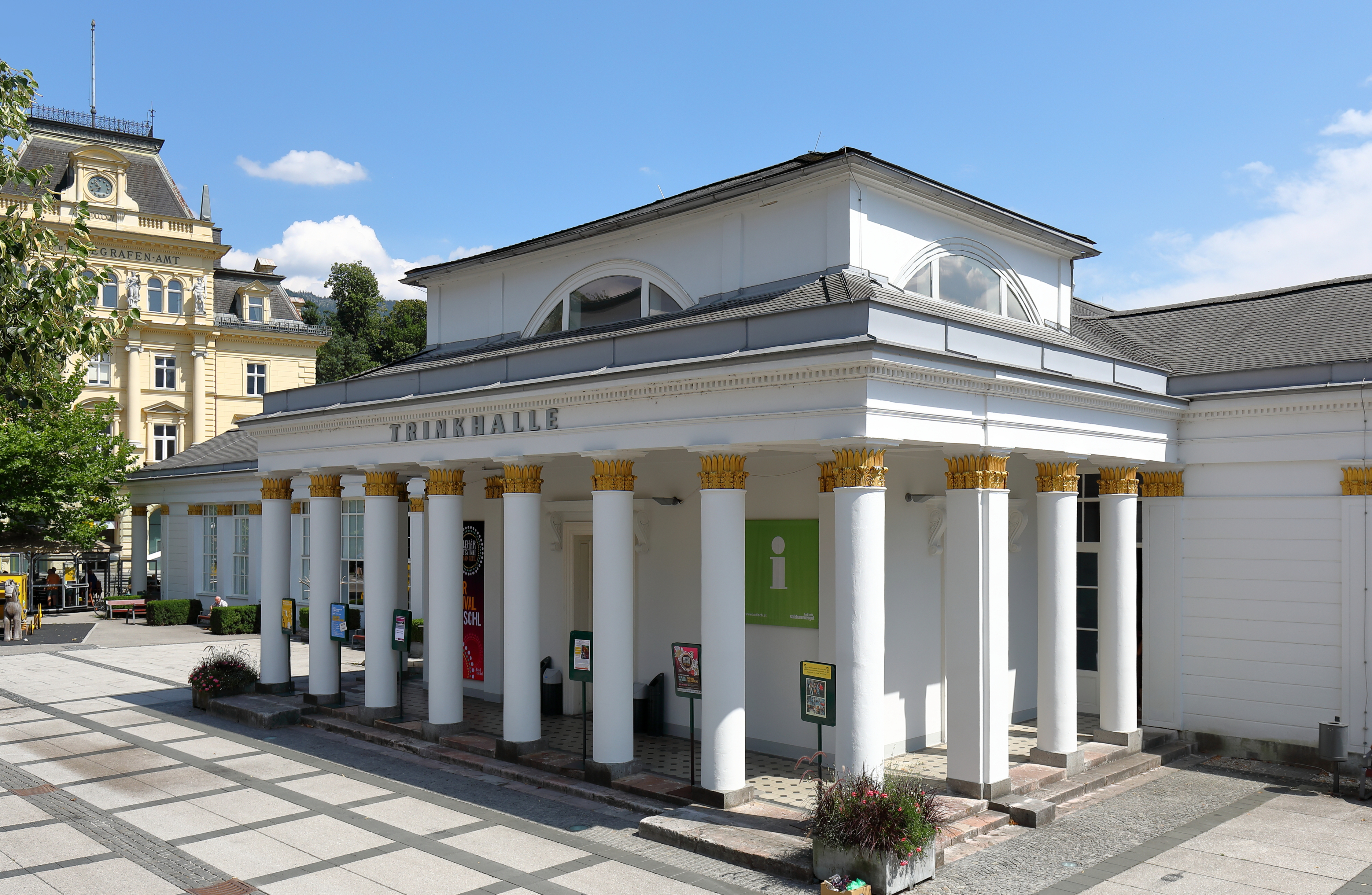
Trinkhalle in Bad Ischl (Salzkammergut)

Trinkhalle an der Quelle von Grand Grille in Vichy (Frankreich), um 1900

Eine Trinkhalle, auch Brunnenhalle genannt, ist als Teil einer Kuranlage in Kurorten  ein meist geschlossenes Gebäude in der Nähe der örtlichen Quellen, in dem das frische Heilwasser an die Kurgäste ausgegeben wird. Hierfür waren früher die so genannten Brunnenmädchen zuständig. Die Geschichte der Trinkhalle ist direkt mit der Entwicklung der Brunnenkur verbunden.

## Geschichte
Die Trinkkur gewann seit dem 17. Jahrhundert zunehmend an Bedeutung und verdrängte allmählich die vorher übliche Badekur. Während zum Baden eine gefasste Quelle und Einrichtungen mit Einzelbädern nötig waren, erforderte die Trinkkur einen wetterfesten Raum zum Ausschank des Wassers, in dem sich die Kurgäste auch aufhalten konnten. Da diese zunächst dem Adel und dem gehobenen Bürgertum angehörten, verstand es sich von selbst, dass die Kurgebäude auch repräsentativen Charakter hatten. Viele Brunnenhallen wurden im Stil von Pavillons errichtet.
Eine spezielle Kurarchitektur entstand in den Kurorten seit dem 18. Jahrhundert. In Bad Lauchstädt ließ der sächsische Kurfürst 1776 bis 1782 Kuranlagen errichten, zu denen auch ein Arkadengang aus Holz gehörte. Das war aber noch keine Trinkhalle. Ein frühes Beispiel ist die 1823 erbaute Brunnen- und Wandelhalle von Karl Friedrich Schinkel in Bad Aachen. Im Stil des Klassizismus wurden im 19. Jahrhundert auch die Baden-Badener Trinkhalle und die Trinkhalle in Bad Ischl im Salzkammergut in Österreich errichtet.
Als Fjodor Dostojewski zur Trinkkur in Bad Ems weilte, beschrieb er in einem Brief das Prozedere: „Man reicht ihnen (den Brunnenmädchen, erg.) sein Glas, und sie füllen es sofort mit Wasser. Während der zwei Stunden, die für die Morgenkur bestimmt sind, kommen an dieser Balustrade Tausende von Kranken vorbei; jeder Kranke trinkt während dieser Stunden mehrere Glas (...) dasselbe wiederholt sich bei der Abendkur. (...) Man braucht nur einmal, gleich nach der Ankunft, zu sagen: 'Das ist mein Glas, ich bekomme soundsoviel Unzen Kränchen und soundsoviel Milch' - und sie wird sich während der ganzen Kur dann kein einziges Mal irren.“
Da zur Trinkkur das langsame Hin- und Hergehen gehörte, das „Promenieren“, entstanden parallel zu den Trinkhallen auch so genannte Wandelhallen als wetterfester Spazierweg.